# ويلفريد ويلسون جيبسون

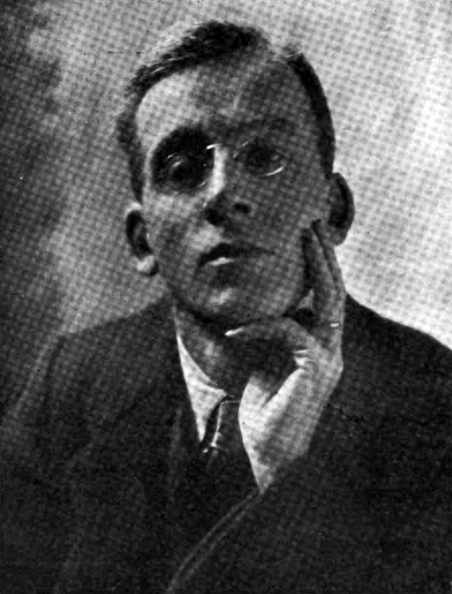
ويلفريد ويلسون جيبسون في كتاب بوكمان المجلد 57 ، ديسمبر 1919.

ويلفريد ويلسون جيبسون (2 أكتوبر 1878 - 26 مايو 1962) كانَ شاعرًا بريطانيًا جورجيًا ، ارتبط بالحرب العالمية الأولى ولكنه أيضًا مؤلف أعمال لاحقة.
.
- 06)

## روابط خارجية
- الصفحة في سبارتاكوس
- مجموعة إليزابيث ويتكومب هوتون ، التي تحتوي على رسائل جيبسون
- مجموعة الشعراء والكتاب والفنانين في جلوسيسترشاير المحفوظات والمجموعات الخاصة بجامعة جلوسيسترشاير
- مؤلفات ويلفريد ويلسون جيبسون في مشروع غوتنبرغ
- Works by Wilfrid Wilson Gibson
- Works by or about Wilfrid Wilson Gibson
- أعمال ويلفريد ويلسون جيبسون في ليبري فوكس  </img>
- مادة أرشيفية في qualifier